# Église nationale évangélique de Beyrouth
L'église nationale évangélique de Beyrouth (en arabe : الكنيسة الإنجيلية الوطنية في بيروت) est une église protestante située à Beyrouth, la capitale du Liban. Cette paroisse est fondée en 1848 par des missionnaires presbytériens américains.
L'église a été gravement endommagée à cause des explosions du 4 août 2020, et tous ses vitraux ont été détruits.